# Manoir de Pantigné
Le manoir de Pantigné est un manoir situé à Auvers-le-Hamon, dans le département de la Sarthe.

## Description
Le manoir de Pantigné se compose d'un corps de logis simple construit à partir du XVe siècle. L'escalier hors-œuvre date de cette même époque. Les cheminées sont du  XVIe siècle et les fenêtres du XVIIIe siècle.

## Historique
L'édifice est inscrit au titre des monuments historiques depuis le 26 janvier 1989.